# Ephies cruentus
Ephies cruentus là một loài bọ cánh cứng trong họ Cerambycidae.